# 阿什莉·考德威尔
阿什莉·考德威尔（英語：Ashley Caldwell，1993年9月14日—），美国女子自由式滑雪运动员。她曾代表美国参加2010年、2014年、2018年和2022年冬季奥林匹克运动会自由式滑雪比赛，获得一枚金牌。